# Festival Internacional de Cine de Cannes de 1976
La 29.ª edición del Festival Internacional de Cine de Cannes se desarrolló entre el 13 y el 28 de mayo de 1976. La Palma de Oro fue otorgada a Taxi Driver de Martin Scorsese. En 1976 se introdujo una nueva sección no competitiva, "L'Air du temps", enfocada a sujetos contemporáneos. Esta sección, juntamente con la del año anterior "Les Yeux fertiles" y la de la creada el año siguiente "Le Passé composé" se integraron en Un Certain Regard en 1978.
El festival se abrió con el documental That's Entertainment, Part II, dirigido por Gene Kelly, y se cerró con Family Plot, de Alfred Hitchcock.

## Jurado

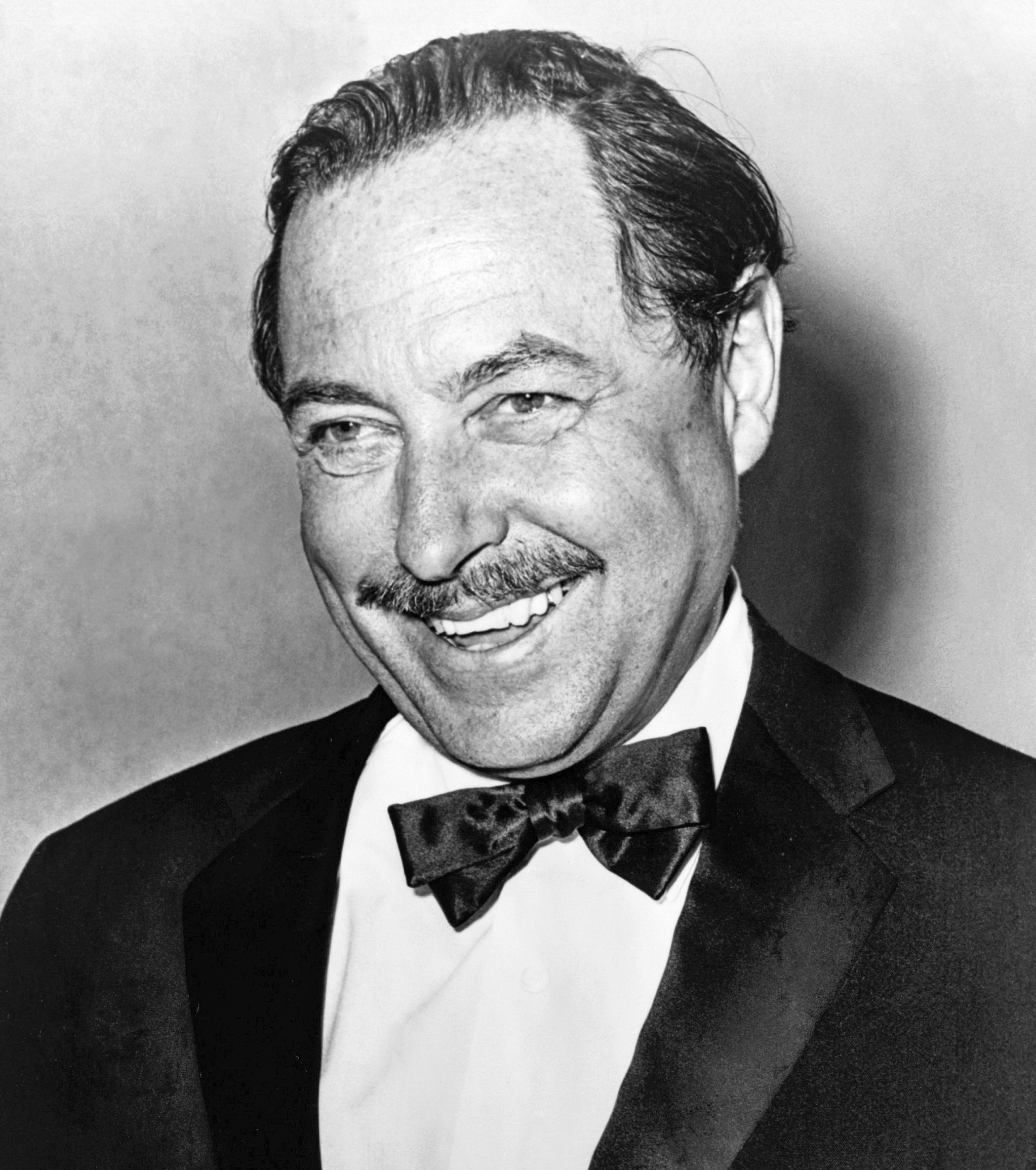
Tennessee Williams, presidente del jurado

Las siguientes personas fueron nominadas para formar parte del jurado de la competición principal en la edición de 1976:
- Tennessee Williams, escritor. Presidente del jurado.
- Jean Carzou, artista.
- Mario Cecchi Gori.
- Costa-Gavras.
- András Kovács.
- Lorenzo López Sancho, periodista.
- Charlotte Rampling.
- Georges Schehadé.
- Mario Vargas Llosa, escritor.

## Selección oficial
Las siguientes películas compitieron por la Palma de Oro:
- Actas de Marusia de Miguel Littín.
- Babatu de Jean Rouch.
- Brutti, sporchi e cattivi de Ettore Scola.
- Bugsy Malone de Alan Parker.
- Cría Cuervos de Carlos Saura.
- La marquesa de O de Éric Rohmer.
- Mrs. Dery Where Are You? de Gyula Maár.
- En el curso del tiempo  de Wim Wenders.
- La herencia Ferramonti de Mauro Bolognini.
- La griffe et la dent de François Bel.
- Le locataire de Roman Polanski.
- Monsieur Klein de Joseph Losey.
- Next Stop, Greenwich Village de Paul Mazursky.
- Nishaant de Shyam Benegal.
- Pascual Duarte de Ricardo Franco.
- Schatten der Engel de Daniel Schmid.
- Sweet Revenge (Dandy, the All American Girl) de Jerry Schatzberg.
- Taxi Driver de Martin Scorsese.
- Un enfant dans la foule de Gérard Blain.
- Vicios privados, virtudes públicas de Miklós Jancsó.

## Películas fuera de competición
Las siguientes películas fueron elegidas para ser proyectadas fuera de competición:
- A Delicate Balance de Tony Richardson.
- Anna de Alberto Grifi, Massimo Sarchielli.
- Appunti per un'Orestiade Africana de Pier Paolo Pasolini.
- Ascension de Olivier Dassault.
- Bobby de Marty Ollstein.
- Cadaveri eccelenti de Francesco Rosi.
- Edvard Munch de Peter Watkins.
- Cara a cara de Ingmar Bergman.
- Family Plot de Alfred Hitchcock.
- Grey Gardens de David Maysles, Albert Maysles, Ellen Hovde, Muffie Meyer.
- Hedda de Trevor Nunn.
- Hollywood... Hollywood! de Gene Kelly.
- L'amour blessé de Jean Pierre Lefebvre.
- La Pharmacie-Shangaï de Joris Ivens, Marceline Loridan.
- Labyrinth de András Kovács.
- Le pont de singe de André Harris, Alain De Sedouy.
- Les enfants des autres de Martin Pierlot.
- Novecento de Bernardo Bertolucci.
- Orlando Furioso de Luca Ronconi.
- Sartre par lui-même de Alexandre Astruc, Michel Contat.
- Sommergaste de Peter Stein.
- The California Reich de Walter F. Parkes, Keith F. Critchlow.
- The Iceman Cometh de John Frankenheimer.
- The Memory of Justice de Marcel Ophüls.
- Train-Landscape de Jules Engel.

### Cortometrajes en competición
Los siguientes cortometrajes competían para la Palma de Oro al mejor cortometraje:
- Agulana de Gérald Frydman
- Babfilm de Ottó Foky
- Hidalgo de Ion Truica
- High Fidelity d'Antoinette Starkiewicz
- Metamorphosis de Barry Greenwald
- Nightlife de Robin Lehman
- Perfo de Jean Paul Cambron
- Rodin mis en vie dAlfred Brandler
- La Rosette arrosée de Paul Doppf
- La Syncope dEdouard Niermans

## Secciones paralelas

### Semana Internacional de la Crítica
Las siguientes películas fueron elegidas para ser proyectadas en la Semana de la Crítica (15º Semaine de la Critique):
- Melodrama de Jean-Louis Jorge
- Der Gehulfe de Thomas Koerfer
- Harvest: Three Thousand Years de Haile Gerima
- Iracema de Jorge Bodanzky - Orlando Senna
- Une Fille Unique de Philippe Nahoun
- Le Temps de l'avant de Anne-Claire Poirier (Canadá)
- Tracks de Henry Jaglom (EE. UU.)

### Quincena de Realizadores
Las siguientes películas fueron elegidas para ser proyectadas en la Quincena de Realizadores de 1977 (Quinzaine des Réalizateurs):
- Seljačka buna 1573 de Vatroslav Mimica (Yugoslavia)
- La Batalla de Chile: El golpe de estado de Patricio Guzmán (Chile, Cuba)
- Behindert de Stephen Dwoskin (RFA, Gran Bretaña)
- Le berceau de cristal de Philippe Garrel (Francia)
- O Casamento de Arnaldo Jabor (Brasil)
- The Devil's Playground de Fred Schepisi (Australia)
- Le diable au cœur de Bernard Queysanne (Francia)
- Duelle de Jacques Rivette (Francia)
- L'Eau chaude, l'eau frette de André Forcier (Canadá)
- Cetiri dana do smrti de Miroslav Jokic (Iugoslàvia)
- Giliap de Roy Andersson (Suecia)
- Gitirana (doc.) de Jorge Bodansky, Orlando Senna (RFA, Brasil)
- Goldflocken de Werner Schroeter (RFA, Francia)
- Hollywood on Trial (doc.) de David Helpern Jr. (Estats Units)
- El imperio de los sentidos de Nagisa Oshima (Francia, Japón)
- Les Nomades de Sid Ali Mazif (Argelia)
- Os Demónios de Alcácer Quibir de José Fonseca e Costa (Portugal)
- Son nom de Venise dans Calcutta désert de Marguerite Duras (Francia)
- Der starke Ferdinand de Alexander Kluge (RFA)
- La tête de Normande St-Onge de Gilles Carle (Canadá)
- We har manje namn (doc.) de Mai Zetterling (Suecia)

Cortometrajes
- L'enfant prisonnier de Jean-Michel Carré (Francia)
- Meikyū-tan de Shuji Terayama (Japón)
- Leonina de Jean-Paul Courraud (Francia)
- Les Stars de Serge Lutens (Francia)
- Pierre Molinier - 7 Rue Des Faussets de Noël Simsolo (Francia - Luxemburgo)
- Walter de Serge Dubor (Francia)

## Palmarés

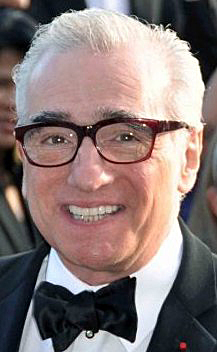
Martin Scorsese, ganador de la Palma de Oro

Los galardonados en las secciones oficiales de 1976 fueron:
- Palma de Oro: Taxi Driver de Martin Scorsese.
- Gran Premio del Jurado:
  - Cría cuervos de Carlos Saura.
  - La marquesa de O de Éric Rohmer.
- Premio a la interpretación masculina: José Luis Gómez por Pascual Duarte.
- Premio a la interpretación femenina:
  - Dominique Sanda por La herencia Ferramonti.
  - Mari Töröcsik por Mrs. Dery Where Are You?.
- Premio a la mejor dirección: Ettore Scola por Brutti, sporchi e cattivi.
- Palma de Oro al mejor cortometraje: Metamorphosis de Barry Greenwald.

### Premios independentes
Premios FIPRESCI
- - En el curso del tiempo de Wim Wenders (Unánimemente) (En competición)
  - Der starke Ferdinand de Alexander Kluge

Commission Supérieure Technique
- Gran Premio Técnico: Michel Fano (so) por La Griffe et la dent

## Ceremonias
- Datos: Q922048
- Multimedia: 1976 Cannes Film Festival / Q922048